# Bộ Rêu vảy
Jungermanniales là một bộ lớn nhất trong ngành Rêu tản.

## Các họ

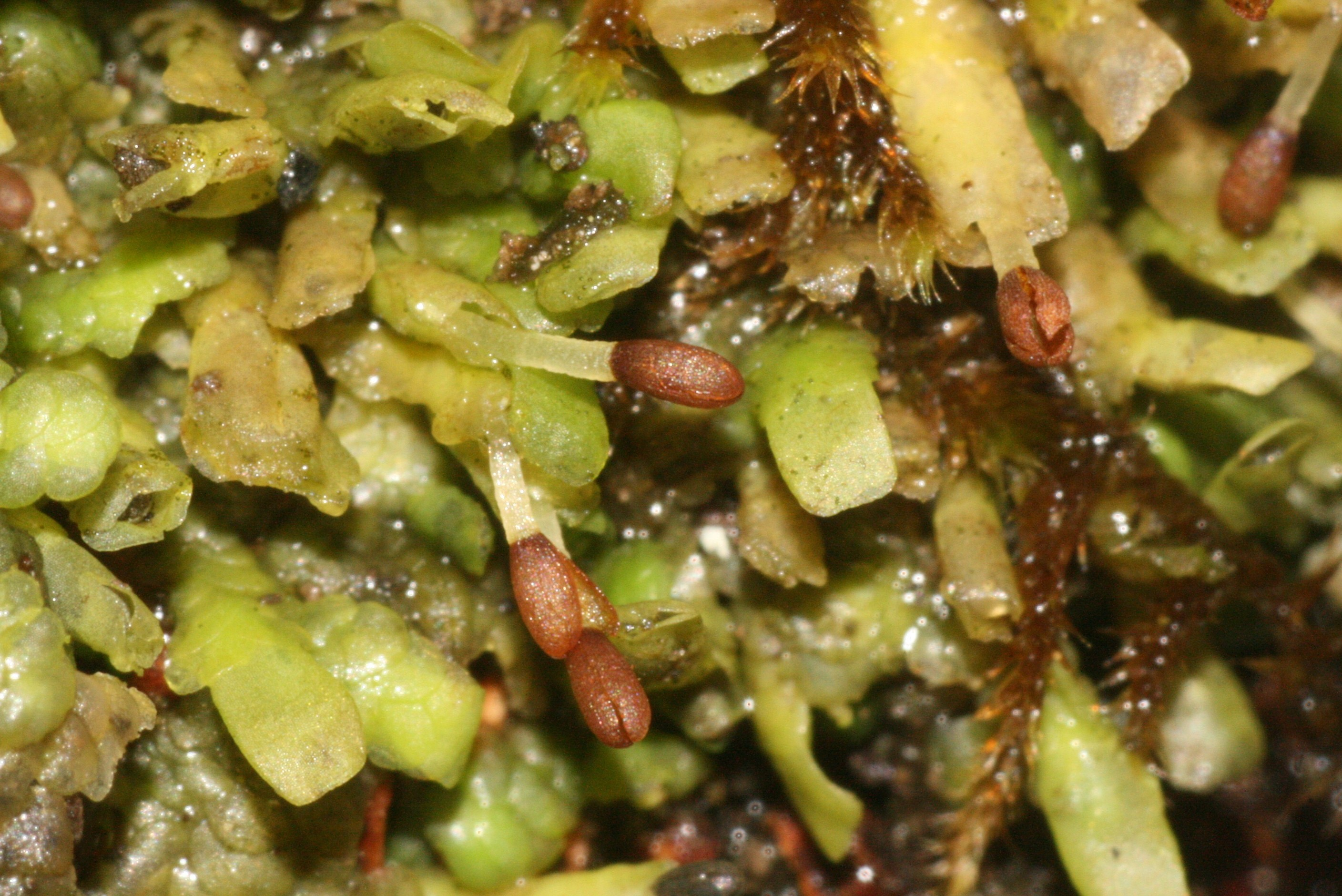
Loài Radula complanata mang bào tử.

| - Acrobolbaceae - Adelanthaceae - Antheliaceae - Arnelliaceae - Balantiopsidaceae - Blepharidophyllaceae - Brevianthaceae - Bryopteridaceae - Calypogeiaceae - Cephaloziaceae - Cephaloziellaceae - Chonecoleaceae - Delavayellaceae - Frullaniaceae - Geocalycaceae - Goebeliellaceae | - Grolleaceae - Gymnomitriaceae - Gyrothyraceae - Herbertaceae - Herzogianthaceae - Jackiellaceae - Jamesoniellaceae - Jubulaceae - Jubulopsidaceae - Jungermanniaceae - Lejeuneaceae - Lepicoleaceae - Lepidolaenaceae - Lepidoziaceae - Lophocoleaceae - Mastigophoraceae | - Myliaceae - Neotrichocoleaceae - Perssoniellaceae - Phycolepidoziaceae - Plagiochilaceae - Pleuroziaceae - Porellaceae - Pseudolepicoleaceae - Ptilidiaceae - Radulaceae - Scapaniaceae - Schistochilaceae - Solenostomataceae - Trichocoleaceae - Trichotemnomataceae - Vetaformataceae |